# San Quintín (Abra)
San Quintín és un municipi de cinquena classe de la província d'Abra, a les Filipines. Segons el cens del 2008 tenia 5.700 habitants i 946 llars.

## Economia
L'economia de San Quintín és bàsicament primària i els seus principals productes són l'arròs, el tabac, el blat de moro, el mango, etc.

## Divisió Administrativa
El municipi de San Quintín està subdividit en 6 barangays:
- Labaan. Que té quatre poblacions: Vica, Mausoc, Carsuan i Cabaruyan.
- Villa Mercedes, amb dues poblacions: Purok i Barit-barit.
- Tangadan, també amb dues poblacions: Presentar i Paypayao.
- Población, que inclou els pobles de Poblacion East i Poblacion West
- Palang, amb el poble de Talaytay
- Patoc, que inclou Magmagey i Sabulod.